# Abudefduf vaigiensis
Abudefduf vaigiensis is een straalvinnige vissensoort uit de familie van rifbaarzen of koraaljuffertjes (Pomacentridae).
De wetenschappelijke naam van de soort werd voor het eerst geldig gepubliceerd in 1825 door Jean René Constant Quoy en Paul Gaimard. De soort werd ontdekt op de eilanden van West-Papoea op de expeditie van de Franse korvetten l'Uranie en la Physicienne van 1817-1820; de naam verwijst naar het eiland Waigeo.
De vis is lichtblauw en heeft vijf donkere dwarsstrepen over het lichaam.